# Гертруда Гогенбергская
Гертруда Гогенбергская (нем. Gertrud von Hohenberg; 1225 / 1230 / 1235, графство Гогенберг — 16 февраля 1281, Вена, герцогство Австрия) — аристократка из швабского рода Гогенбергов, дочь Бурхарда V, графа Цоллерна и Гогенберга. Супруга Рудольфа IV, графа Габсбурга и ландграфа Тургау, ставшего королём Германии под именем Рудольфа I. Королева Германии под именем Анна.

## Происхождение
Точные дата и место рождения Гертруды Гогенбергской не известны. На сайте Фонда средневековых генеалогий и в Новом немецком биографическом словаре годами её рождения указаны 1230 и 1235. В Биографическом словаре Австрийской империи указан 1225 год. Она принадлежала к дворянскому роду Гогенберг, представители которого пользовались большим влиянием в Швабии и Верхнем Бадене.
В средневековых «Актах монастыря Мури» отцом Гертруды назван Людвиг, граф Фробурга и Хохберга. На основании этой записи историк Эгидий Чуди, живший в XV веке, предположил, что Гертруда принадлежала к дворянскому роду Хомберг-Фробург. Однако в середине XVIII века это предположение опроверг историк Иоганн Фридрих Гербстер, ссылаясь на документ от 27 февраля 1271 года с записью о том, что муж Гертруды продал монастырю Святой Марии ферму в Тингене, которая была частью приданного его жены, с прямого согласия её братьев, графов Гогенберг.
Родителями Гертруды были Бурхард V, граф Цоллерна и Гогенберга и Мехтильда Тюбингенская. По отцовской линии она приходилась внучкой Бурхарду IV, графу Цоллерна и Гогенберга и неизвестной по имени. По материнской линии была внучкой Рудольфа II, пфальцграфа Тюбингена и Мехтильды Гляйбергской, графини Гиссена. Детство Гертруды прошло в родовом замке Дайлинген. Стараниями матери она получила образование, достойное её происхождения.

## Брак и потомство
В 1243 или 1245 году Гертруда сочеталась браком с Рудольфом IV (01.05.1216 — 15.07.1291), графом Габсбурга и ландграфом Тургау. По другим данным брак был заключён в период с июля 1253 года по 8 марта 1254 года. В последнем случае оба супруга имели относительно высокий брачный возраст для того времени. Матримониальный союз носил взаимовыгодный характер. В приданное за невестой жених получил владения в Эльзасе. В браке у супругов родились одиннадцать (или четырнадцать) детей, из которых до совершеннолетнего возраста дожили девять:
- Мехтильда (1253 / 1254 — 22 или 23.03.1304), 24 октября 1273 года в Ахене сочеталась браком с Людвигом II (13.04.1229 — 01/02.02.1294), герцогом Верхней Баварии и пфальцграфом Рейна;
- Альбрехт (1255 — 01.05.1308), граф Габсбурга, с 1282 года герцог Австрии, Штирии и Крайны, 24 июня 1298 года в Майнце стал королём Германии под именем Альбрехта I, 20 декабря 1274 года сочетался браком с Елизаветой Каринтийской (1262 — 28.10.1313), с которой у него родился двадцать один ребёнок;
- Екатерина[нем.] (1256 — 04.04.1282), в январе 1279 года в Вене сочеталась браком с Оттоном III (11.02.1261 — 09.09.1312), будущим герцогом Нижней Баварии и королём Венгрии;
- Агнесса Гертруда[нем.] (1257 — 11.10.1322), в октябре 1273 года сочеталась браком с Альбрехтом II (1250 — 25.08.1295), герцогом Саксонии;
- Гедвига[англ.] (ум. 26.01.1285 или 27.10.1286), в феврале 1270 года в Вене сочеталась браком с Оттоном VI Малым (03/17.11.1264 — 06.07.1303), маркграфом Бранденбурга;
- Клеменция (1262 — 08.1293), в январе 1281 года в Вене сочеталась браком с неаполитанским принцем Карлом Мартеллом Анжуйским (15.09.1271 — 12.08.1295), князем Салерно;
- Гартманн[нем.] (1263 — 12.12.1281), граф Габсбурга и Кибурга, ландграф Эльзаса, в 1276 году был помолвлен с принцессой Кунгутой Чешской (01.1265 — 27.11.1321), однако помолвка была разорвана, в декабре 1278 года был помолвлен с принцессой Джоанной Английской (1272 — 23.04.1307), но утонул во время кораблекрушения на Рейне;
- Рудольф (1270 — 10.05.1290), граф Габсбурга, с декабря 1282 по июнь 1283 года был герцогом Австрии, Штирии и Крайны под именем Рудольфа II, герцог Швабии, в марте 1279 года сочетался браком с принцессой Агнессой Чешской[чеш.] (05.09.1269 — 17.05.1296);
- Гута (13.03.1271 — 18.06.1297), 24 января 1285 года в Эгере сочеталась браком с Вацлавом II (17.09.1271 — 21.06.1305), королём Чехии;
- Самсон (род. до 19.10.1275), вероятно, умер в раннем возрасте;
- Карл (14.02.1276 — 16.08.1276), умер вскоре после рождения и был похоронен в кафедральном соборе Базеля.

Гертруда следила за образованием детей; известны имена учителей Конрада и Петра, которых она наняла для своего сына Гартманна. Юных дворян обучали чтению, письму, танцу, игре в шахматы, верховой езде и соколиной охоте; мальчиков дополнительно учили искусству обращения с оружием. Графиня разделяла амбиции мужа и поддерживала его в желании упрочить свою власть. В отсутствие Рудольфа, участвовавшего в военных походах, Гертруда следила за работой крестьян в их владениях и материальным благосостоянием семьи. Ей удалось мирным путём разрешить спор с одной из ветвей дома Габсбургов. Когда графиня не сопровождала мужа, её резиденция находилась, главным образом, в Бругге-на-Аре.

## Королева
После избрания Рудольфа, графа Габсбурга, королём Германии, 24 октября 1273 года в Ахене Гертруда была коронована вместе с супругом. При коронации она взяла себе новое имя Анна, вероятно, в честь матери Девы Марии, почитание которой в то время получило широкое распространение. Резиденция королевы находилась в Райнфельдене недалеко от Базеля. Источники содержат о ней мало информации. Известно, что она покровительствовала нищенствующим орденам; личным врачом Гертруды был доминиканец из Базеля. Сохранилась история о том, как королева продемонстрировала монахам дикобраза, тем самым, указав им на разнообразие божественного творения. Как и прежде, она поддерживала политику мужа, направленную на упрочение его власти. Если Рудольф решал проблемы при помощи оружия, то Гертруда смягчала последствия действий супруга великодушием к поверженным противникам. Она передала дорогой пурпурный саван для обнажённого трупа короля Оттокара, поверженного врага Рудольфа. Доброта и щедрость королевы помогли ей завоевать симпатии жителей Базеля и Вены, которые выступали против её супруга.
В 1277 году королевский двор переехал в Вену. В следующем году Гертруда вслед за мужем получила титулы герцогини Австрии и Штирии. В 1280 году у неё начались проблемы со здоровьем после тяжёлых родов, а ребёнок умер сразу после рождения, не успев получить имени. Гертруда, она же королева Анна, скончалась в Вене 5 / 16 февраля (или 16 января) 1281 года. Она пожелала быть похороненной в кафедральном соборе Базеля рядом с могилой младшего сына Карла. 
Кольмарский хронист оставил подробное описание приготовления к перевозке останков королевы из Вены в Базель: «Из её тела удалили внутренности. Брюшную полость засыпали песком и пеплом. Лицо забальзамировали. Затем останки покрыли тонким слоем воска и одели в великолепные шёлковые одежды. Золотой цепью украсили покрытую платком голову. После усопшую королеву положили в гроб, сделанный из букового дерева. Руки её были скрещены на груди. Такой король увидел свою жену в последний раз, прежде чем гроб закрыли». Похоронная процессия, в сопровождении пары доминиканцев и пары францисканцев, прибыла в Базель 20 марта 1281 года. «Три епископа отслужили заупокойную мессу, во время которой гроб поставили вертикально и открыли крышку, чтобы все присутствующие могли ещё раз лицезреть великую почившую».
Надгробие Гертруды и Карла из песчаника со скульптурным изображением погребённых было поставлено через два года после смерти королевы. Гробница стояла в проходе между хорами кафедрального собора в Базеле. Поврежденное землетрясением 1356 года надгробие восстановили, гробницу перенесли на левую сторону хоров. Впервые её вскрыли базельские каноники в 1510 году. Они изъяли из захоронения позолоченную корону, кольцо и ожерелье, которые поместили в соборную сокровищницу. В 1770 году гробницу снова вскрыли. Останки Гертруды вместе с останками её сыновей Карла и Гартманна торжественно перенесли в монастырь Святого Власия. В 1807 году их снова перенесли в монастырь Святого Павла в Лавантале. В соборе Базеля остался кенотаф.